# الأريقط
الأريقط قرية سعودية، تتبع محافظة الخرمة بمنطقة مكة المكرمة. تقع في جنوب شرق مدينة الطائف بمسافة نحو (275) كم.